# Monaco au Concours Eurovision de la chanson 2005
Monaco a participé au Concours Eurovision de la chanson 2005, les 19 et 21 mai à Kiev, en Ukraine. C'est la 23e participation monégasque au Concours Eurovision de la chanson.
Le pays est représenté par la chanteuse Lise Darly et la chanson Tout de moi, sélectionnées en interne par TMC.

## Sélection interne
Le radiodiffuseur monégasque, Télé Monté-Carlo (TMC), choisit l'artiste et la chanson en interne pour représenter Monaco au Concours Eurovision de la chanson 2005.
| Artiste    | Chanson     | Langue   |
| ---------- | ----------- | -------- |
| Lise Darly | Tout de moi | Français |

Lors de cette sélection, c'est la chanson Tout de moi, interprétée par Lise Darly, qui fut choisie. 

## À l'Eurovision

### Points attribués par Monaco
| 12 points | Israël      |
| 10 points | Danemark    |
| 8 points  | Pays-Bas    |
| 7 points  | Roumanie    |
| 6 points  | Finlande    |
| 5 points  | Croatie     |
| 4 points  | Slovénie    |
| 3 points  | Macédoine   |
| 2 points  | Suisse      |
| 1 point   | Biélorussie |

| 12 points | Israël               |
| 10 points | Danemark             |
| 8 points  | Suisse               |
| 7 points  | Croatie              |
| 6 points  | Serbie-et-Monténégro |
| 5 points  | Malte                |
| 4 points  | Roumanie             |
| 3 points  | Suède                |
| 2 points  | Allemagne            |
| 1 point   | Macédoine            |

### Points attribués à Monaco
| 12 points | 10 points          | 8 points | 7 points   | 6 points |
| --------- | ------------------ | -------- | ---------- | -------- |
|           | - Andorre - France |          |            |          |
| 5 points  | 4 points           | 3 points | 2 points   | 1 point  |
|           |                    |          | - Moldavie |          |

Lise Darly interprète Tout de moi en sixième position lors de la soirée de la demi-finale, suivant la Lettonie et précédant Israël.
Au terme du vote final, Monaco termine 24e sur 25 pays, ayant reçu 22 points,. N'ayant pas terminé parmi les dix premiers pays au classement, Monaco ne s'est pas qualifié pour la finale.
Monaco attribue ses douze points à Israël en demi-finale et en finale,.